# John Ruiz
Pour les articles homonymes, voir Ruiz.
John Ruiz est un boxeur américain né le 4 janvier 1972 à Methuen dans l'État du Massachusetts aux États-Unis.

## Carrière
Il devient champion du monde poids lourds WBA le 3 mars 2001 en battant lors de leur combat revanche Evander Holyfield. Après un 3e combat entre les deux hommes ponctué par un match nul, Ruiz défend sa ceinture face à Kirk Johnson avant d'être dominé par Roy Jones Jr. le 1er mars 2003.
Le 13 décembre 2003, il bat Hasim Rahman ce qui lui permet de décrocher le titre de champion WBA « par intérim » avant d’être reconnu champion à part entière à la suite du retrait de Roy Jones Jr. Il conserve sa ceinture face à Fres Oquendo, Andrew Golota et James Toney mais est battu aux points par le boxeur Russe Nicolay Valuev le 17 décembre 2005.
L'américain obtient deux autres combats de championnat du monde, le 30 août 2008 contre Valuev et le 3 avril 2010 contre David Haye mais il s'incline les deux fois. Il annonce mettre un terme à sa carrière à l'issue de ce combat.

## Anecdote
- Ruiz fut battu le 30 avril 2005 par James Toney mais la décision de ce combat fut annulée à la suite d'un contrôle antidopage positif de Toney.